# 陰茎形成術
陰茎形成術（いんけいけいせいじゅつ、英: Phalloplasty, Penoplasty）とは、手術による陰茎の整形や再建、または修正術を指す。その他、陰茎増大を指す場合にも使用されることがある。

## 導入
ロシアの外科医ニコラジ・ボゴラズは、1936年に筒状の腹部皮弁と肋軟骨により陰茎全体の最初の再建を実施した。トランス男性に対する最初の性別適合手術は、1946年にハロルド・ギリーズが同僚の医師マイケル・ディロンに対して行ったもので、ペイガン・ケネディの著書『The First Man-Made Man』に記録されている。ギリーズの手技は数十年間標準的な手技であり続けた。その後、顕微鏡手術が改良され、より多くの手技が利用できるようになった。

## 適応
陰茎の完全な形成・再建は、次のような場合に実施される：
- 小陰茎症、尿道上裂、尿道下裂などの先天異常がある。
- 陰茎損傷・切断
- 性別移行の一環として、性別適合手術を希望する。

## 術式および関連手技
陰茎形成術には複数の手法がある。新たな陰茎を形成するためには通常、患者自身の身体（前腕等）から皮弁を採取して筒状に整形する。新しい陰茎内に尿道を通すことも陰茎形成術の一部である。
一時的な陰茎延長術として、恥骨に付着している懸垂靭帯を解放して陰茎を体の外側に前進させる場合もある。この手術は陰毛で切開部位を隠せるよう陰部を水平切開して施行するが、その後瘢痕形成により陰茎が短縮することがある。その為米国泌尿器科学会は、「成人における陰茎の長さを増大させるための陰茎懸垂靭帯の切開術は、安全性や有効性が示されていない手術である」と見做している。

## 陰茎インプラント

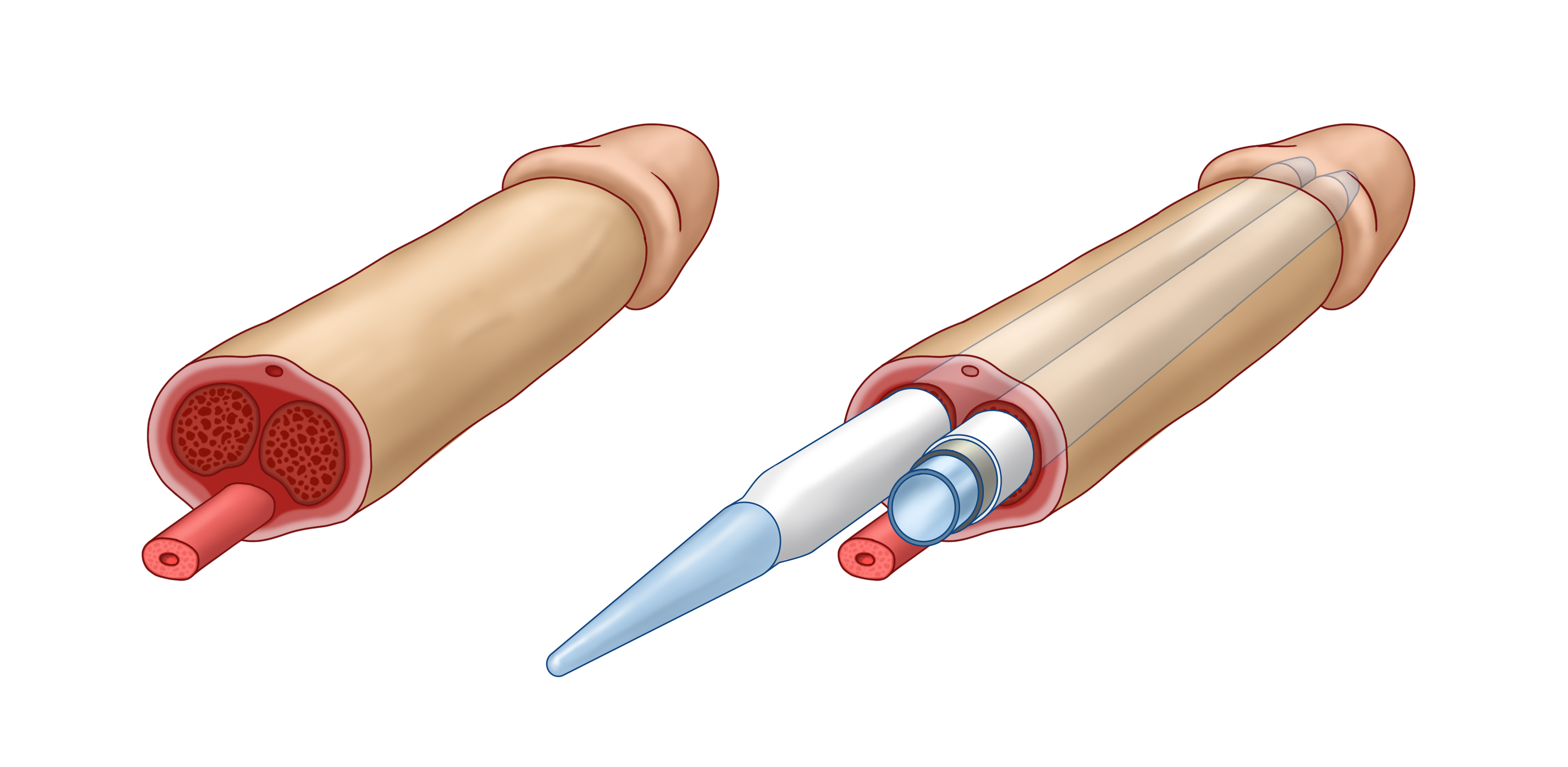
陰茎海綿体に挿入する膨張式陰茎プロテーゼ

陰茎形成術では、勃起を得るために陰茎プロテーゼを埋め込む必要がある。陰茎プロテーゼは、シスジェンダー男性では勃起の硬さを回復することを目的とし、トランスジェンダー男性では新しい陰茎を形成することを目的とした医療器具であり、1970年代から用いられている。
陰茎インプラントには、順応性勃起補助具と膨張式勃起補助具の2種類がある。どちらのタイプも一対の円筒を陰茎に移植し、シスジェンダー男性では勃起組織の代替となり、陰茎形成術では新たな陰茎のコアとなる。膨張式インプラントのシリンダーは滅菌生理食塩水で満たされている。このシリンダーの内部に生理食塩水を注入すると勃起するが、陰茎亀頭は影響を受けない。
性別適合手術では陰茎インプラント周囲に皮弁を環状に配置して新しい陰茎を形成する。
膨張式陰茎インプラントのポンプユニットは人間の睾丸に似せて造られており、陰嚢形成術を併用する際に人工睾丸として機能する。 
当初、陰茎形成術には標準的な陰茎インプラントが使用されていたが、陰茎形成術を受ける陰茎には海綿体が無く、標準的な陰茎インプラントは海綿体に移植するように設計されていたため失敗する例が多かった。2015年には、陰茎形成術のために設計された順応性および膨張性の陰茎インプラントが開発された。インプラント手術は通常、適切な治癒時間を確保するために二期的に実施される。

## 手技の概要

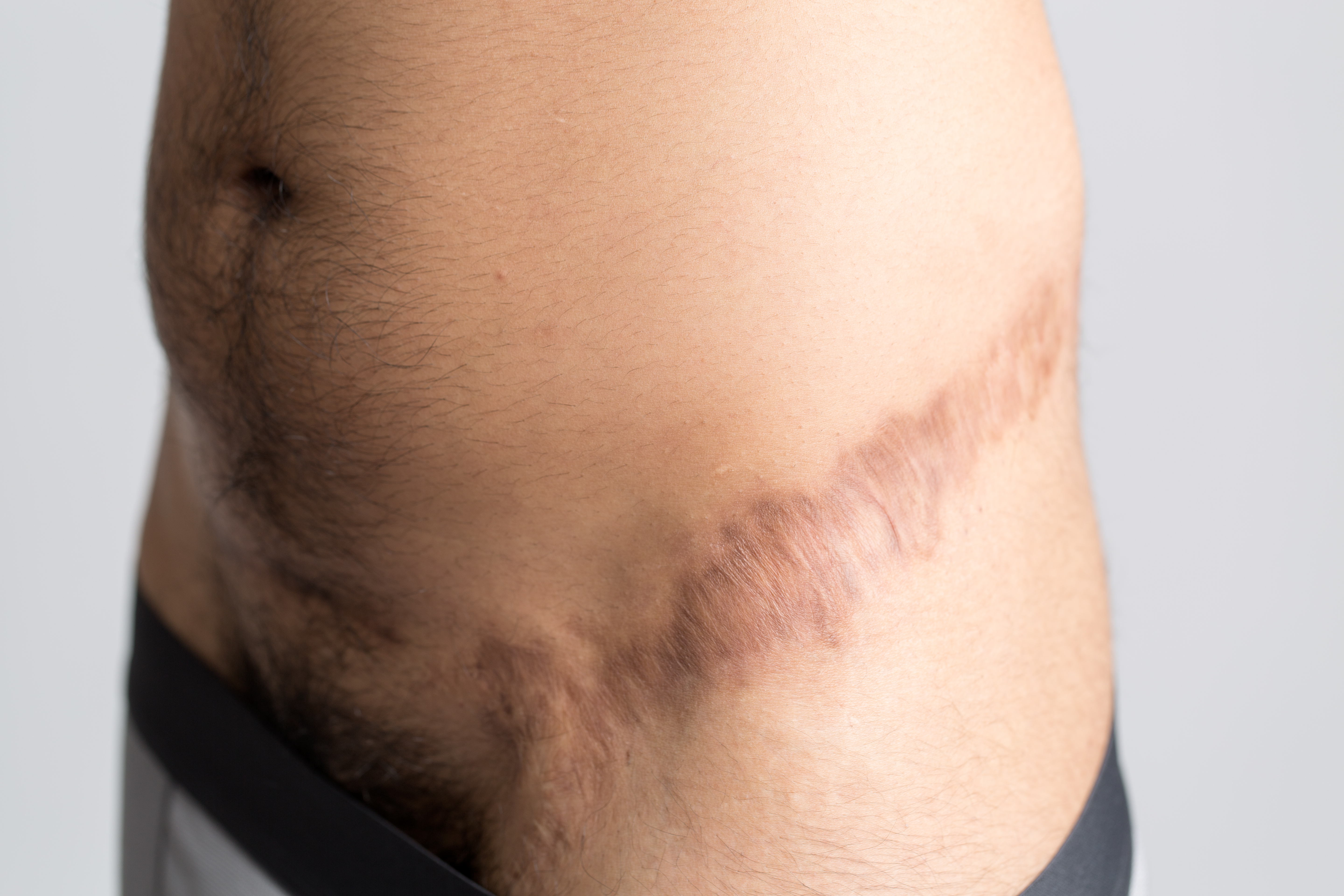
陰茎形成術に使用した皮弁採取後の瘢痕の残る臀部。

### 腕からの皮弁採取
トランス男性の場合、形成後の陰茎亀頭の感覚は形成前の陰核の神経により保持される。また、皮弁の神経は移植部の神経と接続される。 

### 側胸部からの皮弁採取
欠点として知られている点：
- 運動神経を使用する為、性感は得られず触覚のみとなる。
- 皮弁採取後、乳頭が横に偏位することがある。

### 脚からの皮弁採取

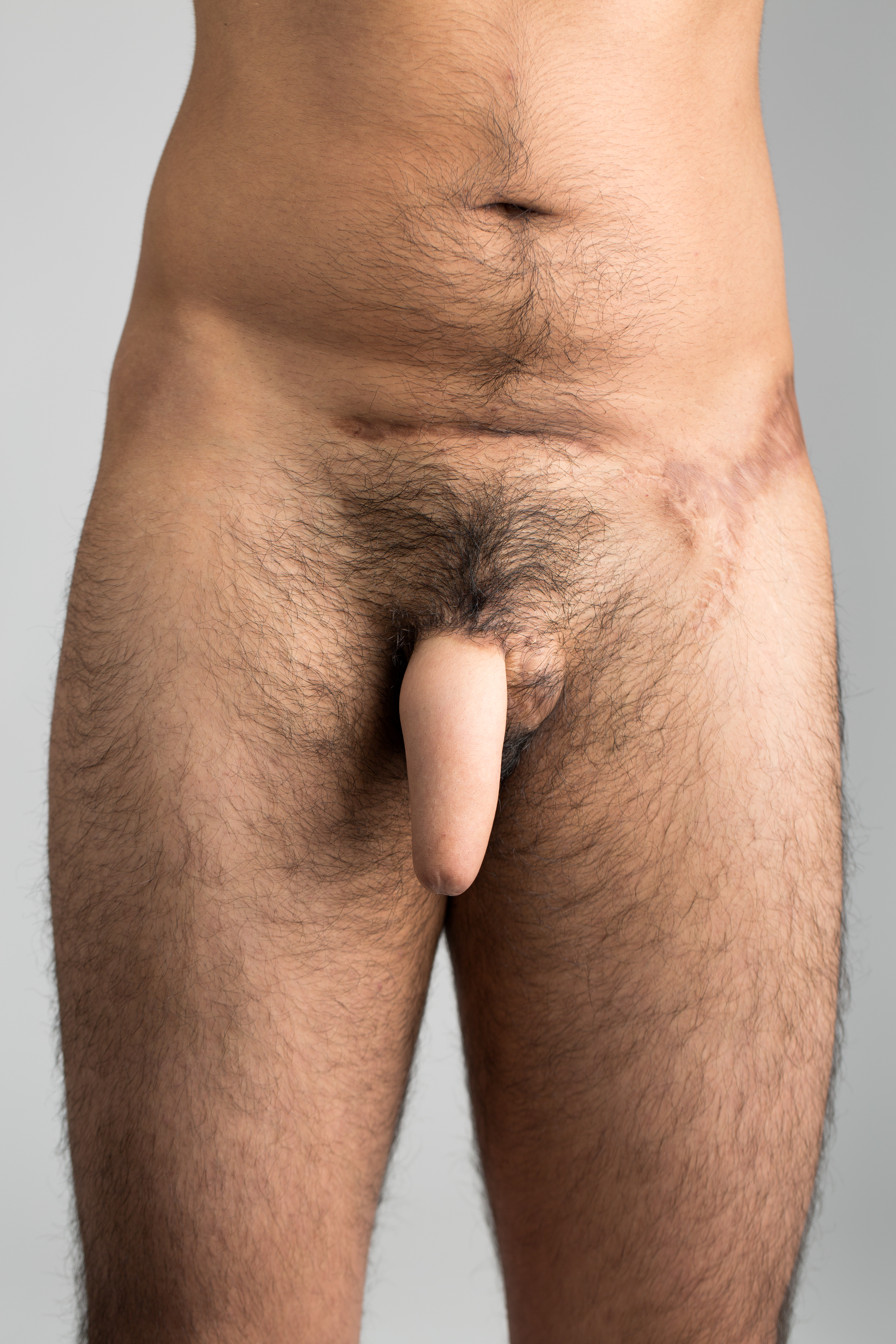
亀頭形成術前の第1期性転換術(女性→男性)後の陰茎の例。左臀部に組織移植の瘢痕がある。

### 広背筋からの皮弁採取（Latissimus dorsi phalloplasty）
この形成術は広背筋皮弁を用いるものである。

### 皮下埋め込み型軟シリコンインプラント
この形成術では、陰茎皮下に柔軟性のあるシリコンインプラントを挿入する。

### 保存的組織採取法（No-touch surgical technique）
陰茎プロテーゼ移植のための保存的組織採取法は、J. Francois Eidによって開発された陰茎インプラント移植の際に用いる術式である。 保存的採取法ではインプラントと皮膚が接触せず、感染のリスクを最小限に抑えることができる。
陰茎プロテーゼの設計と製造工程が進歩してその機械的耐久性が向上するにつれ、感染がインプラントの主な合併症として浮上してきた。比較的稀ではあるが（0.06％～8.9％）、インプラントの感染は患者に深刻な結果を齎し、器具の完全な除去が必要となり、陰茎のサイズと解剖学的構造が永久に失われる。インプラントの細菌汚染は手術中に起こる可能性があり、インプラントが患者の皮膚に直接または間接的に接触することで感染が引き起こされる。感染症の70％以上は、表皮ブドウ球菌、黄色ブドウ球菌、レンサ球菌、Candida albicans などの皮膚微生物叢の微生物が原因で発生する。
従来の感染症対策は、アルコールやクロルヘキシジンで皮膚を擦り洗いするなどの方法で皮膚の細菌数を減らしたり、抗生物質の静脈注射、抗生物質の灌注、抗生物質でコーティングされた抗菌インプラントなど、インプラントが皮膚細菌叢に汚染された時点で細菌を死滅させるものが主となっていた。保存的採取法は、器具と皮膚との接触を完全に避けることによりインプラントの細菌汚染を防ぐことを目的としている点でユニークである。
従来のインプラント体埋入術の感染症合併率が5%であったのに対し、抗菌インプラントと保存的組織採取法を併用した場合の感染症合併率は0.46％に減少した。陰茎インプラントの感染予防には、抗菌インプラントの使用、皮膚の前処置、周術期の抗生物質使用を伴う保存的組織採取法を組み合わせることが重要であると判明している。Eidは2006年に、手術器具や手袋を介した直接的または間接的なインプラントと皮膚の接触を排除することにより、感染の原因となる皮膚細菌叢による器具の汚染発生率を低下させることができるという仮説に基づいてこの手技を開発した。

### 今後の展望
今後は陰茎移植術が標準となっていくと思われる。

## 参考資料
- Total Phalloplasty Using a Musculocutaneous Latissimus Dorsi Flap by Sava V. Perovic, Rados Djinovic (British Journal of Urology, Reconstructive Urology, Volume 100 Issue 4, Sep 2007)
- New Technique of Total Phalloplasty With Reinnervated Latissimus Dorsi Myocutaneous Free Flap in Female-to-Male Transsexuals by Vesely, Jiri; Hyza, Petr; Ranno, Raul; Cigna, Emanuele; Monni, Nicola; al etc. (Annals of Plastic Surgery, Volume 58 Issue 5, May 2007)
- Simultaneous Penis and Perineum Reconstruction Using a Combined Latissimus Dorsi-Scapular Free Flap with Intraoperative Penile Skin Expansion by Rohrich, Rod J.; Allen, Terry; Lester, Fred; Young, Jonathan P.; Katz, Scott L. (Journal of Plastic and Reconstructive Surgery, Volume 99 Issue 4, April 1997)
- Neophalloplasty in Female-to-Male Transsexuals with the Island Tensor Fasciae Latae Flap by Santanelli, Fabio M.D., Ph.D.; Scuderi, Nicolò (Journal of Plastic and Reconstructive Surgery, Volume 105 Issue 6, May 2000)
- A New Surgical Procedure for Phallic Reconstruction: Istanbul Flap by Mutaf, Mehmet (Journal of Plastic and Reconstructive Surgery, Volume 105 Issue 4, April 2000)
- One-Stage Reconstruction of the Penis with Composite Iliac Crest and Lateral Groin Skin Flap by Sun, Guang-ci M.D.; Huang, Jin-jing (Annals of Plastic Surgery, Volume 15 Issue 6, December 1985)
- A Novel Single-Flap Technique for Total Penile Reconstruction: The Pedicled Anterolateral Thigh Flap by Lee, Gordon K.; Lim, Angeline F.; Bird, Erin (Journal of Plastic and Reconstructive Surgery, Volume 124 Issue 1, July 2009)
- Penile Reconstruction by the Free Scapular Flap and Malleable Penis Prosthesis by Yang, Mingyong; Zhao, Muxin; Li, Senkai; Li, Yangqun (Journal of Plastic and Reconstructive Surgery, Volume 59 Issue 1, July 2007)
- Hage, J. Joris (1992). Peniplastica Totalis to Reassignment Surgery of the External Genitalia in Female-to-Male Transsexuals. VU University Press. ISBN 978-90-5383-115-1
- Long-Term Follow-Up of Total Penile Reconstruction with Sensate Osteocutaneous Free Fibula Flap in 18 Biological Male Patients by Sengezer, Mustafa; Öztürk, Serdar; Deveci, Mustafa; Odabasi, Zeki (Journal of Plastic and Reconstructive Surgery, Volume 114 Issue 2, August 2004)
- Long-Term Fate of the Bony Component in Neophallus Construction with Free Osteofasciocutaneous Forearm or Fibula Flap in 18 Female-to-Male Transsexuals by Papadopulos, Nikolaos A.; Schaff, Juergen; Biemer, Edgar (Journal of Plastic and Reconstructive Surgery, Volume 109 Issue 3, March 2002)
- Use of forearm free-flap phalloplasty in bladder exstrophy adults by Marc-Olivier  Timsit, Pierre Mouriquand, Alain  Ruffion, Alain  Bouillot, Diala  Dembelé, Arnaud  Mejean, Fanny  Lalloue, Albert  Leriche and Nicolas Morel-Journel (BJU International, Volume 103 Issue 10, Dec 2008)
- Phalloplasty for female transsexuals with sensate free forearm flap[リンク切れ] by Rong-Hwang Fang, Jin-Teh Lin, Shiuh Ma (Microsurgery, Volume 15 Issue 5, Oct 2005)
- Long-term outcome of forearm flee-flap phalloplasty in the treatment of transsexualism by Albert  Leriche, Marc-Olivier Timsit, Nicolas Morel-Journel, André Bouillot, Diala Dembele and Alain  Ruffion (BJU International, Volume 101 Issue 10, Jan 2008)
- Penile Reconstruction: Is the Radial Forearm Flap Really the Standard Technique? by Monstrey, Stan; Hoebeke, Piet; Selvaggi, Gennaro; al etc. (Journal of Plastic and Reconstructive Surgery, Volume 124 Issue 2, August 2009)
- Addressing the ideal requirements by free flap phalloplasty: Some reflections on refinements of technique by J. Joris Hage, Floris H. De Graaf (Microsurgery, Volume 14 Issue 9, Oct 2005)
- Total Phallic Construction in Female to Male Transsexuals by Giulio Garaffa, Nim A. Christopher, David J. Ralph (Current Urology, Vol. 3, No. 3, 2009)
- Gender Reassigment by Dan Greenwald and Wayne Stadelmann (eMedicine Journal, Volume 2 Number 7, 6 July 2001)
- Gender Identity Disorders: Diagnostic and Surgical Aspects by Michael Sohn, and Hartmut Bosinski, MD (Journal of Sexual Medicine, Volume 4 Issue 5, Aug 2007)
- Glans sculpting in phalloplasty — experiences in female-to-male transsexuals by Rong-Hwang Fang, Yi-Sheng Kaoa, Shiuh Ma, Jin-Teh Lin (Journal of Plastic, Reconstructive & Aesthetic Surgery, Volume 51, Issue 5, July 1998)
- Severe Penile Injuries: Etiology, Management and Outcomes by Sava V. Perovic, Urologia Polska (Polish Journal of Urology) 2005/58/3, ISSN 0500-7208.